# Puntius stoliczkanus

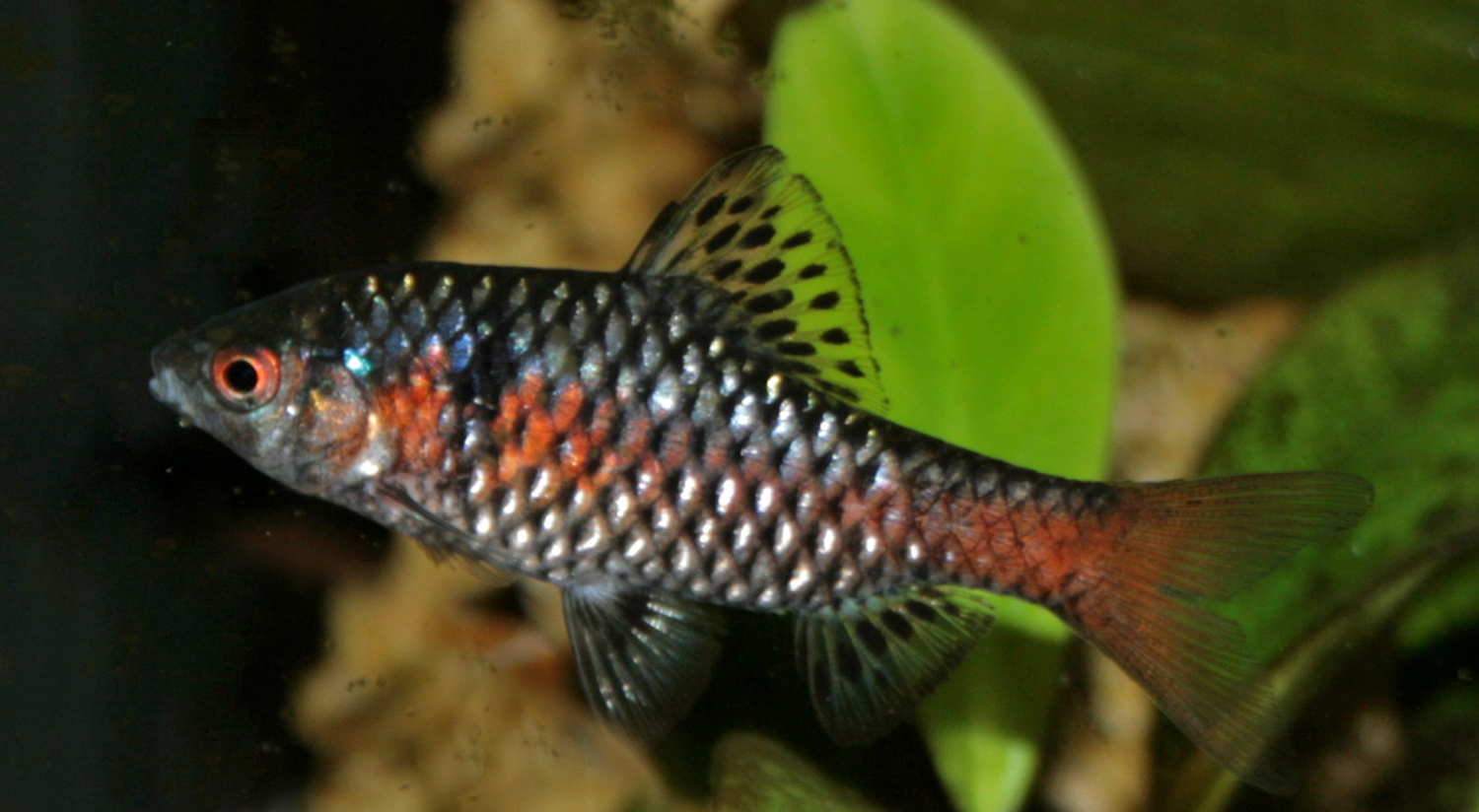
Puntius stoliczkanus

Puntius stoliczkanus és una espècie de peix cipriniforme de la família dels ciprínids que es troba a la conca del riu Mekong al seu pas per Laos, Tailàndia i Myanmar. També a les conques dels rius Salween, Irrawaddy, Meklong i Chao Phraya.
Els mascles poden assolir els 5 cm de longitud total.